# Vladislav Nemanjić
Stefan Vladislav Nemanjić bio je srpski kralj (1234. – 1243.) te je naslijedio brata Stefana Radoslava. Ktitor je manastira Mileševa, u kojem je sahranjen sveti Sava. 
Poslije poraza vojske epirskog cara Teodora I. kod Klokotnice u Bugarskoj 1230., Radoslav gubi podršku vlastele koja se okreće njegovom bratu Vladislavu. Radoslav je svrgnut, a na prijestolje je doveden Vladislav. Kao što je Radoslav imao podršku Epira, Vladislav se za podršku okreće Bugarskoj, koja u to vrijeme postaje najmoćnija država na Balkanu.
Vladislav se oženio Beloslavom, kćerju bugarskog cara Ivana Asena. Raniji epirski utjecaj je bio zamijenjen bugarskim. Sveti Sava nije bio zadovoljan promjenom vlasti pa odlazi na istok i posjećuje Svetu Zemlju. S tog puta se nije vratio, nego umire u Trnovu 1236. godine. Vladislav, našavši se u nelagodnom položaju zbog smrti strica, odlazi puncu moliti ga za Savino tijelo. Pregovori nisu išli lako, ali mu punac ipak izlazi u susret i dozvoljava vraćanje Savinog tijela u Srbiju. Vladislav svečano sahranjuje svog strica u svojoj zadužbini Mileševi.
Za vrijeme njegove vladavine, dogodila se velika navala Mongola. Oni su opustošili i Srbiju 1241. prošavši kroz primorje i Kosovo. Nisu se zadržavali i sudeći po izvorima toga doba, načinili su manju štetu, ali su u Bugarskoj izazvali potpunu pomutnju, koja se dodatno pogoršala smrću cara Ivana Asena II. u lipnju 1241. Kada je Bugarska postala mongolski vazal, ugled kralja Vladislava se smanjio, i vlastela je opet počela negodovati. Lišen je vlasti 1243. kada ga, uz podršku vlastele, nasljeđuje polubrat Uroš.
| Portal:Kršćanstvo | Portal: Kršćanstvo |

Umro je oko 1269. i sahranjen u manastiru Mileševi. Srpska pravoslavna crkva ga slavi kao sveca, a obilježava se 7. listopada.